# Judith et Holopherne (Le Caravage)
Pour les articles homonymes, voir Judith et Holopherne.
Judith et Holopherne ou  Judith décapitant Holopherne (en italien, Giuditta e Oloferne) est un tableau du Caravage peint vers 1598 et conservé à la galerie nationale d'Art ancien de Rome.

## Histoire
Cette œuvre fut commandée par le banquier génois Ottavio Costa avec plusieurs autres œuvres comme L'Extase de saint François et Marthe et Marie-Madeleine alors que le peintre est à cette période au service du cardinal del Monte. Costa était alors l'un des banquiers les plus puissants de Rome.
Elle ne fut retrouvée qu'au XXe siècle par Roberto Longhi dans la collection Vincenzo Coppi à Rome. Son attribution au Caravage doit beaucoup aux recherches sur l'artiste entreprises en 1951, notamment par Pico Cellini ; le tableau est accroché hors catalogue lors d'une exposition milanaise, en cette même année 1951.
Fillide Melandroni, la plus célèbre des courtisanes à avoir posé pour Caravage, sert de modèle pour Judith ; cette jeune femme, âgée d'environ vingt ans en 1600, est également la Catherine de Sainte Catherine d'Alexandrie (ca. 1598) et la Marie Madeleine de Marthe et Marie-Madeleine (ca. 1598-1599). Elle pose également pour le Portrait d'une courtisane qui était exposé au Kaiser Friedrich Museum de Berlin et a été détruit au cours des bombardements subis par la capitale allemande à la fin de la Seconde Guerre mondiale.

## Description
La scène, qui  est issue de l'Ancien Testament (Livre de Judith, 13:8-11), représente la veuve Judith qui, après avoir séduit le général assyrien Holopherne, l'assassine dans son sommeil pour sauver son peuple du tyran pendant le siège de Béthulie. Une servante l'accompagne portant un sac pour emmener la tête quand elle sera coupée, car le Caravage a figé l'instant — Judith n'a pas encore fini de couper cette tête, le sang gicle en trois jets sur l'oreiller et le drap — rendant l'épisode intemporel.
La radiographie montre qu'à l'origine, Judith est représentée les seins nus ; Caravage décide finalement de les recouvrir d'un voile.
Le visage cruel de la vieille servante est sans doute inspiré par les études ou caricatures de Léonard de Vinci conservées à la pinacothèque Ambrosienne à Milan.

## Analyse
Bien que la scène de la mort d'Holopherne soit effectivement un épisode biblique, le choix de cette scène et la capture du moment précis de l'assassinat sont très inhabituels ; parmi d'autres œuvres de cette époque (comme le Repos pendant la Fuite en Égypte), ce tableau illustre le refus du Caravage de respecter les conventions ou la tradition picturale de son temps.
On peut y voir le symbole de la Vertu triomphant du mal et un parallèle avec la Contre-Réforme catholique en cours combattant l'hérésie à l'époque où ce tableau est peint.
Il présente un puissant jeu chromatique entre ombre et lumière, grâce à un violent éclairage latéral traversant la scène. Le peintre y exprime toute sa maîtrise de la technique du clair-obscur qui va faire sa réputation.

## Dans la fiction
Le tableau peut être aperçu — avec de nombreuses autres toiles du Caravage — dans la série fantastique américaine Shadowhunters. On peut notamment le voir dans une scène se déroulant dans la résidence des vampires (saison 1, épisode 11, « L'Appel du sang », vers 6 minutes 45).

## La Judith de Toulouse

La Judith de Toulouse

Découvert dans un grenier à Toulouse en 2014 et attribué au Caravage par l'expert en art Eric Turquin, ce tableau a ensuite été acheté en vente privée par un collectionneur américain,.

## Documentaire
- L'Affaire Caravage réalisé par Frédéric Biamonti en 2020[13].